# Yakovlev Yak-77
Yakovlev Yak-77 là một loại máy bay phản lực thương mại tầm bay gần. Công việc bắt đầu từ năm 1992, nhưng không mẫu thử nào được chế tạo.

## Tính năng kỹ chiến thuật (Yak-77)
Đặc điểm tổng quát
- Tổ lái: 2
- Sức chuyên chở: Lên tới 32 hành khách
- Chiều dài: 20,45 m (67 ft 1¼ in)
- Sải cánh: 21,55 m (70 ft 8½ in)
- Chiều cao:  ()
- Diện tích cánh: 55 m² (592 ft²)
- Trọng lượng rỗng: kg (lb)
- Trọng lượng có tải: kg (lb)
- Trọng lượng cất cánh tối đa: 25.234 kg (55.630 lb)
- Động cơ: 2 × Allison AE 3010/12 , 4.500kg (9.920lb) mỗi chiếc

 Hiệu suất bay 
- Vận tốc cực đại: 800 km/h (497 mph)
- Tầm bay: 10.000 km (6.214 nm)
- Trần bay: 12.500m (41.000ft)
- Vận tốc leo cao: m/s (ft/min)
- Tải trên cánh: kg/m² (lb/ft²)